# Villars-d'Avry
Pour les articles homonymes, voir Villars.
Villars-d'Avry (Velâ-d'Avri  en patois fribourgeois) est une localité et une ancienne commune suisse du canton de Fribourg, située dans le district de la Gruyère.

## Histoire
Située sur les contreforts du Gibloux, Villars-d'Avry est une ancienne dépendance de la seigneurie de Pont. La famille de Menthon posséda cette terre au XVe siècle jusqu'en 1465. L'ancienne commune fait partie de la paroisse d'Avry-devant-Pont. L'agriculture tient encore une place importante au début du XXIe siècle (cultures fourragères et élevage bovin).
En 1970, Villars-d'Avry a fusionné avec l'ancienne commune de Pont-en-Ogoz pour former la commune de Le Bry. Celle-ci va à son tour fusionner en 2003 avec Avry-devant-Pont et Gumefens pour former la nouvelle commune de Pont-en-Ogoz.

## Patrimoine bâti
Le village compte une chapelle dédiée à la Vierge, sous le vocable de la Visitation, consacrée en 1793.

## Toponymie
Ancien nom allemand : Wiler ob Avry

## Démographie
Villars-d'Avry comptait 88 habitants en 1850, 72 en 1900, 43 en 1950, 33 en 1960.